# Isla Danco
La isla Danco o isla Dedo es un isla de 1 milla de largo, en la parte sur del canal de Errera, en la costa occidental de la Tierra de Graham, en la Antártida, está situada a 64°44′S 62°37′O / -64.733, -62.617. 
La isla Danco fue cartografiada por la Expedición Antártica Belga bajo la dirección de Adrien de Gerlache de Gomery, 1897-1899. La isla fue explorada por el British Antarctic Survey (FIDS) por Norsel en 1955, y llamada por el Comité de Topónimos Antárticos del Reino Unido (UK-APC) en honor a Emile Danco (1869-1898), geofísico belga miembro de la Expedición Antártica Belga, quien murió a bordo del RV Bélgica en la Antártida.
Sobre el canal Errera
se hallaba la Base O del Reino Unido o Isla Danco (Station O — Danco Island), que se ubicada en 64°44′S 62°36′O / -64.733, -62.600. Fue ocupada desde el 26 de febrero de 1956 hasta el 22 de febrero de 1959. Entre abril y marzo de 2004 el sitio fue desmantelado. El Refuge — Cape Reclus ubicado en 64°30′S 61°46′O / -64.500, -61.767 se hallaba en punta Portal de la península Reclus. Fue ocupado desde el 13 de diciembre de 1956 al 25 de abril de 1958. Fue desmantelado el 1 de abril de 1997 y trasladado al Museo de las Islas Malvinas.

## Reclamaciones territoriales
Argentina incluye a la isla en el departamento Antártida Argentina dentro de la provincia de Tierra del Fuego, Antártida e Islas del Atlántico Sur; para Chile forma parte de la comuna Antártica de la provincia Antártica Chilena dentro de la Región de Magallanes y de la Antártica Chilena; y para el Reino Unido integra el Territorio Antártico Británico. Las tres reclamaciones están sujetas a las disposiciones del Tratado Antártico.
Nomenclatura de los países reclamantes: 
- Argentina: isla Dedo
- Chile: isla Danco
- Reino Unido: Danco Island